# 日本バプテスト基督教団
日本バプテスト基督教団（にほんばぷてすときりすときょうだん）は1940年1月に合同によって誕生した日本のバプテスト派の団体である。
それまで、日本のバプテスト派は日本バプテスト東部組合と日本バプテスト西部組合の二組合に分かれて活動を行ってきたが、宗教団体法の施行に対応するため、1940年に合同した。
東部組合（後の日本バプテスト同盟、教団新生会）と西部組合（後の日本バプテスト連盟）の合同のための年会で千葉勇五郎が教団指導者として選ばれ、統理と呼ばれた。1941年の日本基督教団成立の際に、11部制の第4部に加入して、千葉勇五郎が参与になった。
本来バプテスト教会は、「公同の教会は地上においては個別教会のうちにのみあらわれている」とされるように各個教会主義を本質としている。
千葉勇五郎は、合同の年会で、合同が祈り求めていたことが新情勢の故に聞かれたと述べたが、歴史家の小野静雄はこの合同が、バプテストの伝統においては、苦痛で不自然であり、追いがたい苦痛であったと述べている。故に、戦後の教団離脱の根拠になったと考えている。